# Laurence Engel

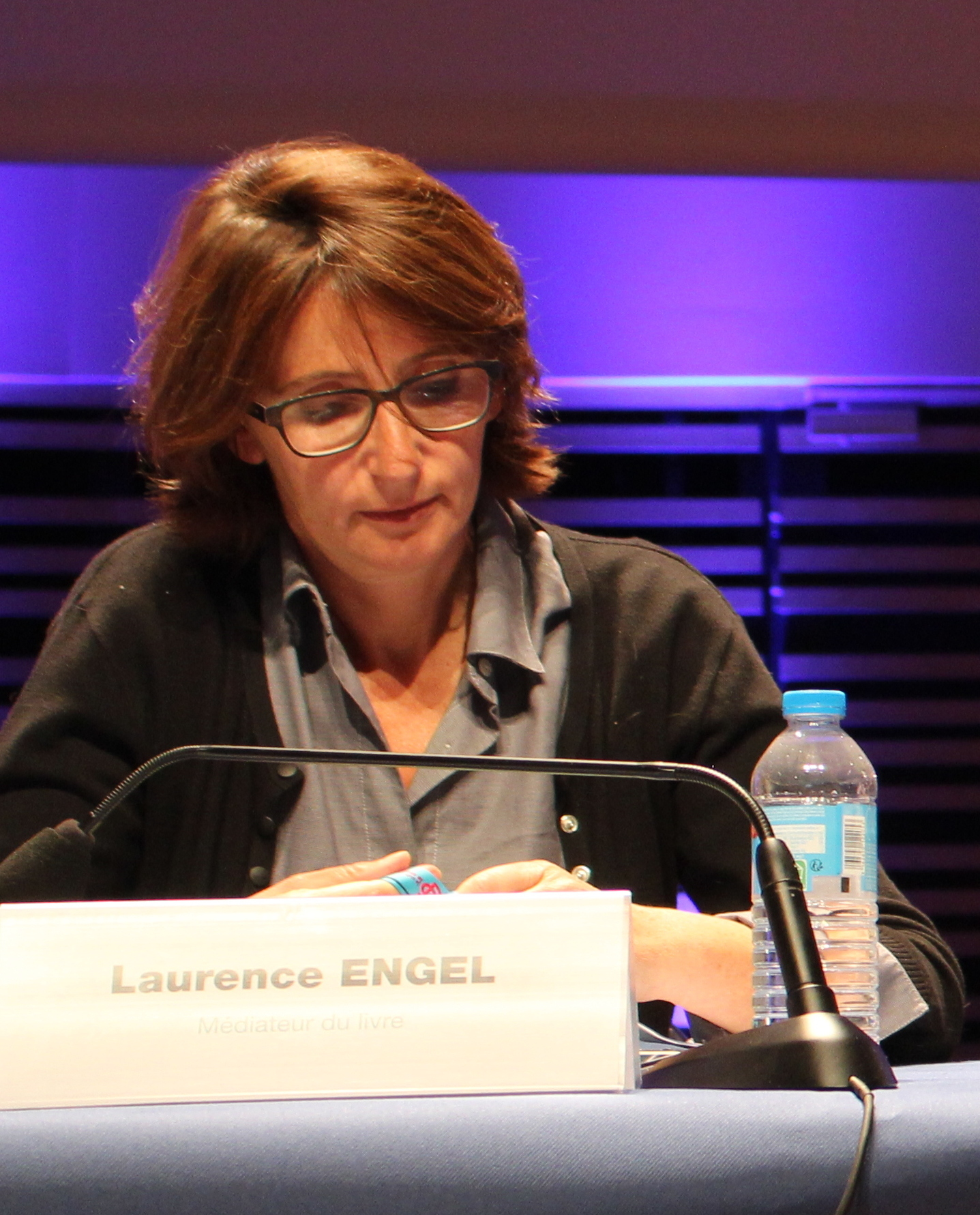
Laurence Engel (2015)

Laurence Engel (geboren 17. September 1966 in Paris) ist eine französische Kulturmanagerin. Seit April 2016 ist sie Präsidentin der Bibliothèque nationale de France (BnF).

## Leben
Laurence Engel besuchte das Lycée Charlemagne und das Lycée Henri-IV. Sie studierte am Institut d’études politiques de Paris und an der École normale supérieure de Fontenay-Saint-Cloud und wurde 1992 an der École nationale d’administration (ENA) promoviert.
Engel begann 1997 eine Verwaltungskarriere am Rechnungshof mit der Verwaltungsprüfung als Auditrice, ging zu den Fernsehsendern La Cinquième und Arte und arbeitete beim Institut des hautes études sur la Justice (IHEJ). Ab dem Jahr 2000 war sie Führungskraft im Kultusministerium. 2003 ging sie in die Kulturverwaltung der Kommune Paris unter dem Bürgermeister Bertrand Delanoë. Engel hat mehrere politische Analysen veröffentlicht. Sie schreibt u. a. für die Zeitschrift Esprit.
Nach der Parlamentswahl 2012 wurde sie zur Büroleiterin (directrice de cabinet) der Kulturministerin Aurélie Filippetti. Zusammen mit ihr schied sie 2014 aus dem Amt aus und übernahm im September 2014 die Funktion der  Médiatrice du livre. Unter ihren weiteren Ämtern ist die Präsidentschaft des Verwaltungsrats des Institut national d’histoire de l’art  (INHA).
Obwohl sie keine Bibliothekarin und keine Historikerin ist, wurde sie im April 2016 zur ersten weiblichen Präsidentin der BnF ernannt.
Engel ist die Lebensgefährtin von Aquilino Morelle, sie haben drei Kinder. Morelle war ab 2012 Berater des Präsidenten François Hollande und musste 2014 wegen Interessenkonflikten zurücktreten.

## Schriften (Auswahl)
- Le mépris du droit. Paris : Hachette littératures, 2000
- François Mitterrand, le fil d’Ariane. Paris : Editions Michalon, 1996
- La responsabilité en crise. Paris : Hachette, 1995
- L’État impartial. Paris : Fondation Saint-Simon, 1995
- Les leçons de la Somalie. Paris : Fondation Saint-Simon, 1994
- Les nouvelles frontières de la responsabilité civile. Paris : Fondation Saint-Simon, 1993
- L’adversaire chez François Mitterrand : analyse linguistique de la désignation de l’autre candidat par François Mitterrand lors des campagnes présidentielles officielles de 1965, 1974, 1981 et 1988. Paris, 1989